# Maryory Sánchez
Maryory Estefanny Cristina Sánchez Panibra, plus couramment appelée Maryory Sánchez, née le 7 avril 1997 à Lima au Pérou, est une footballeuse péruvienne qui joue au poste de gardienne de but.

## Biographie

### Carrière en club
Maryory Sánchez commence sa carrière en 2012 à La Cantera. En 2014, elle a l'occasion de disputer la Copa Libertadores avec le Real Maracaná, tournoi qu'elle retrouvera trois ans plus tard avec l'Universitario de Deportes.
Après avoir joué pour le Sporting Cristal jusqu'en 2019, elle s'expatrie l'année suivante en Colombie au Deportivo Cali. Elle revient au Pérou pour disputer une deuxième Copa Libertadores avec l'Universitario de Deportes en 2020. Après un bref passage à l'Academia JC Sport en Équateur, elle retourne au Pérou, à l'Alianza Lima, afin de disputer la Copa Libertadores 2021.
En 2022, elle retourne en Colombie et s'enrôle au Millonarios FC.

### Carrière en équipe nationale
Maryory Sánchez dispute trois Copa América féminine avec l'équipe du Pérou en 2014, 2018 et 2022. Elle participe également aux Jeux panaméricains 2019 de Lima. Elle compte au moins 29 matchs en sélection nationale.

## Palmarès
Alianza Lima
- Championnat du Pérou (1) :
  - Championne : 2022.